# 253587 Cloutier
253587 Cloutier este o planetă minoră (asteroid), cu un diametru de 1,28 km, din centura de asteroizi. A fost descoperită pe 14 octombrie 2003 la  de . 
Obiectul prezintă o orbită caracterizată de o semiaxă mare de 2,2887200856451 UAi, o excentricitate de 0,18574877596535, o înclinație de 6,0443532432965 ° în raport cu ecliptica.